# Liste von Drachenbrunnen
In dieser Liste sind Drachenbrunnen aufgeführt, also Brunnen im öffentlichen Raum, die Drachen zum Thema haben.

## Deutschland
| Bezeichnung                         | Bild           | Standort                                                 | Bundesland          | Künstler       | Errichtung Einweihung | Weitere Informationen                                                |
| ----------------------------------- | -------------- | -------------------------------------------------------- | ------------------- | -------------- | --------------------- | -------------------------------------------------------------------- |
| Drachenbrunnen (Berlin)             | weitere Bilder | Berlin-Kreuzberg, am Oranienplatz (Lage)                 | Berlin              | Wigand Witting | 1986                  |                                                                      |
| Drachenbrunnen (Eisenach)           | weitere Bilder | Eisenach, auf der Wartburg (Lage)                        | Thüringen           | Günther Laufer |                       |                                                                      |
| Drachenbrunnen (Essen) („Lindwurm“) | weitere Bilder | Essen, Grugapark (Lage)                                  | Nordrhein-Westfalen | Adolf Wamper   | 1963                  | Betonguss mit Mosaiksteinen (Siehe auch und Skulpturen im Grugapark) |
| Drachenbrunnen (Geldern)            | weitere Bilder | Geldern, am Markt (Lage)                                 | Nordrhein-Westfalen |                |                       |                                                                      |
| Drachenbrunnen (Halle)              | weitere Bilder | Halle (Saale), vor dem Westportal der Marktkirche (Lage) | Sachsen-Anhalt      | Peter Michael  | 1983                  | Brunnen aus Sandstein und Bronze                                     |
| Drachenbrunnen (Roetgen)            | weitere Bilder | Roetgen, auf dem Dorfplatz (Städteregion Aachen) (Lage)  | Nordrhein-Westfalen |                |                       |                                                                      |
| Drachenbrunnen (Schleiz)            | weitere Bilder | Schleiz, auf dem Markt (Lage)                            | Thüringen           |                |                       | Siehe auch Liste der Kulturdenkmale in Schleiz                       |

## Weitere
| Bezeichnung                                 | Bild           | Standort                                                                               | Staat          | Künstler                                                            | Errichtung Einweihung | Weitere Informationen                                     |
| ------------------------------------------- | -------------- | -------------------------------------------------------------------------------------- | -------------- | ------------------------------------------------------------------- | --------------------- | --------------------------------------------------------- |
| Drachenbrunnen (Eaton Hall)                 | weitere Bilder | Eaton Hall (Eccleston, Cheshire West and Chester, Cheshire, North West England) (Lage) | United Kingdom |                                                                     |                       |                                                           |
| Fünf-Drachen-Brunnen                        | weitere Bilder | Jinan, Five Dragon Pool Park (Provinz Shandong) (Lage)                                 | China          |                                                                     |                       |                                                           |
| Drachenbrunnen (dänisch: Dragespringvandet) | weitere Bilder | Kopenhagen, auf dem Rathausplatz (Lage)                                                | Dänemark       | Entwurf: Joakim Skovgaard in Zusammenarbeit mit Thorvald Bindesbøll |                       | Der Brunnen zeigt einen Stier im Kampf mit einem Drachen. |
| Drachentöterbrunnen Luzern                  | weitere Bilder | Luzern, Ecke Villenstrasse / Obergrundstrasse (Lage)                                   | Schweiz        |                                                                     |                       |                                                           |
| Drachenbrunnen (Zürich)                     | weitere Bilder | Zürich, Villa Tobler (Lage)                                                            | Schweiz        |                                                                     |                       |                                                           |